# Gypona aglata
Gypona aglata är en insektsart som beskrevs av Freytag 2006. Gypona aglata ingår i släktet Gypona och familjen dvärgstritar. Inga underarter finns listade i Catalogue of Life.